# Ano sem Verão
O denominado Ano sem Verão, Ano sem um Verão, Ano da Pobreza ou Ano em Que não Houve Verão, foi o ano de 1816, no qual anormalidades climáticas severas do verão destruíram plantações na Europa Setentrional, no nordeste dos Estados Unidos e leste do Canadá. O historiador John D. Post chamou tal fenômeno de "a última grande crise na subsistência no mundo ocidental".
Para a grande maioria das autoridades no tema, parece ter sido causado por uma combinação de inverno vulcânico e atividade solar anormal. O inverno vulcânico foi causado por uma sucessão de erupções que destruíram parte do Monte Tambora em 1815, a maior erupção vulcânica em mais de 1600 anos.

## Descrição
As aberrações climáticas não usuais de 1816 tiveram seus efeitos sentidos em maior escala no norte dos Estados Unidos, nas Províncias marítimas do Canadá, Terra Nova e Labrador e ao norte da Europa. Tipicamente, o final da primavera e o verão ao norte dos EUA e no Canadá são relativamente estáveis: temperaturas (médias tanto do dia quanto da noite) são de 20 ºC ~ 25 °C, e raramente abaixo de 5 °C. Neve de verão é um evento extremamente raro.
Em maio de 1816, geadas destruíram a maior parte das plantações, e em junho duas grandes tempestades de inverno no leste do Canadá e na Nova Inglaterra resultaram em muitas mortes humanas. Quase 30 cm de neve foi observado em Quebec em meados de junho, com consequente perda adicional de colheitas. A maior parte das plantas de verão possuem paredes celulares que se rompem com geadas fracas, sendo destruídas quando uma nevasca cobre o solo. O resultado foi carestia regional, fome, epidemias e aumento da mortalidade.
Em julho e agosto, nos lagos e nos rios foi observado gelo até ao sul da Pensilvânia. Rápidas variações de temperatura eram comuns, com as temperaturas revertendo às vezes ao normal ou acima do normal para um verão, como 35 °C, e então, baixando para temperaturas de geada em apenas algumas horas. Mesmo com alguns fazendeiros no sul da Nova Inglaterra conseguindo com sucesso levar algumas colheitas até a maturidade, o milho e outros cereais tiveram aumento dramático nos preços. Aveia, por exemplo, subiu de 12¢ (centavos) o celemim para 92¢ (centavos), quase 8 vezes o preço. E a aveia era um produto necessário para uma economia dependente de cavalos como meio principal de transporte. Estas áreas sofrendo perda de colheitas tinham ainda que lidar com a falta de estradas do início do século XIX, impossibilitando a importação de alimentos facilmente.
Na China, o inverno gelado matou árvores, colheitas de arroz e até búfalos, especialmente ao norte da China. Enchentes destruíram muitas das colheitas restantes. A erupção do Monte Tambora afetou o período de chuvas na China, resultando em enchentes gigantescas no vale do Rio Yangtzé em 1816. Na Índia, o período de monções atrasado causou chuvas torrenciais que agravaram a cólera perto do Rio Ganges em Bengala, até em Moscou.
O inverno forte de 1817, quando os termômetros caíram para -32 °C, as águas dos rios da cidade de Nova Iorque se congelaram até a profundidade que permitia cavalos andarem por cima do canal de Buttermilk do Brooklyn até as Ilhas Governador.
Os efeitos foram generalizados e duraram muito além do inverno. No leste da Suíça, o verão de 1816 e 1817 foram tão frios que uma barragem de gelo se formou de Giétro até Bagnes. Apesar dos esforços do engenheiro Ignaz Venetz de drenar o crescente lago, a barragem de gelo desmoronou catastroficamente em junho de 1818.

## Causas
Agora é tido que as aberrações que ocorreram foram graças a erupção vulcânicas de 1815 no Monte Tambora na ilha de Sumbawa, Indonésia (na época, parte das Índias Orientais Neerlandesas). A erupção teve um índice de explosividade vulcânica de 7, um evento super-colossal que ejetou imensas quantidades de pó vulcânico até na atmosfera superior. Foi a maior erupção do mundo desde a erupção de Hatepe no ano 180. O fato da erupção de 1815 ter ocorrido num período de atividade solar usualmente baixa, também foi significante.
Outras grandes erupções vulcânicas, de escala 4 no mínimo, durante o mesmo período de tempo, foram:
- 1812, La Soufrière em Ilha de São Vicente (São Vicente e Granadinas);
- 1812, Aboe nas Ilhas Sangihe, Indonésia;
- 1813, Suwanosejima nas Ilhas Ryukyu, Japão;
- 1814, Vulcão Mayon nas Filipinas.

Junto com essas erupções vulcânicas, uma quantidade substancial de poeira se acumulou na atmosfera. Como é comum a seguir de grandes erupções vulcânicas, as temperaturas caíram no mundo inteiro, já que menos luz solar passa pela atmosfera.

## Efeitos
Como resultado dessa série de erupções vulcânicas, as colheitas das regiões citadas foram ruins por vários anos. A pancada final veio em 1815 com a erupção de Tambora. Nos Estados Unidos, muitos historiadores citam o Ano sem Verão como a motivação primária do movimento de rápida expansão para o oeste, e a rápida colonização do que é hoje a área oeste e central de Nova Iorque, e do Região Centro-Oeste dos Estados Unidos. A Nova Inglaterra teve sua população dizimada, e centenas de milhares fugiram procurando solos mais ricos no meio-oeste Americano.
A Europa, ainda se recuperando das Guerras Napoleônicas, sofreu falta de alimentos. Distúrbios por comida ocorreram no Reino Unido e França, e armazéns foram saqueados. A violência era a pior na Suíça, onde a fome fez o governo declarar estado de emergência. Grandes tempestades, causaram enchentes nos maiores rios Europeus, assim como o derretimento do gelo em agosto de 1816. Uma grande epidemia de Febre tifoide ocorreu na Irlanda entre 1816-19, precipitada pela fome. Estima-se que 100 000 Irlandeses morreram nesse período. Um documentário da BBC, baseado em estimativas da Suíça, estimou que as taxas de fatalidade em 1816 foram o dobro da média para a época, totalizando 200 000 mortes na Europa.
A erupção de Tambora também fez com que a Hungria registrasse neve marrom. A Itália também passou por um evento similar, com neve vermelha caindo durante o ano. Acredita-se que isto foi causado por cinzas vulcânicas na atmosfera.
Na China, temperaturas usualmente baixas no verão e outono devastaram a produção de arroz em Yunnan no sudoeste, resultando em fome generalizada. O Forte Shuangcheng, hoje na província de Heilongjiang, relatou campos destruídos por neve e soldados conscritos desertando como resultado. A queda de neve no verão foi registrada em várias localizações em Jiangxi e Anhui, os dois no sul do país. Em Taiwan, que possui clima tropical, neve foi registrada em Hsinchu e Miaoli, enquanto geadas foram registradas em Changhua.